# 2G

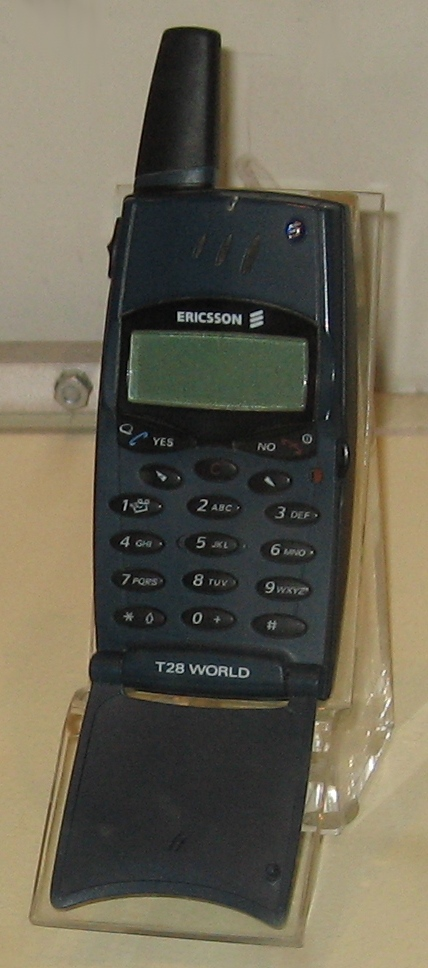
Imatge d'un Ericsson T28, model amb el 2G integrat.

2G (o 2-G) és el nom abreviat per designar la segona generació de la tecnologia de telefonia mòbil.
La segona generació 2G de les xarxes de telecomunicacions cel·lulars van ser llançades comercialment amb l'estàndard GSM a Finlàndia per Elisa Oyj el 1991. Les tres principals millores de les xarxes 2G per sobre dels seus predecessors eren que les converses de telèfon estaven digitalment encriptades, els sistemes 2G eren significativament més eficients en l'espectre radioelèctric permetent nivells de penetració més llunyans i 2G va introduir els serveis de dades per mòbil, començant amb missatges de text SMS.
Després de la sortida del 2G, els sistemes de telefonia mòbil previs van ser retrospectivament batejats 1G. Mentre els senyals de ràdio a les xarxes 1G són analògics, a 2G són digitals, i utilitza senyalització digital per connectar les antenes de ràdio amb la resta del sistema de telefonia.

## Tecnologies 2G
Les tecnologies 2G poden ser dividides en estàndards basats en TDMA i en CDMA, depenent del tipus de multiplexació utilitzada. Els principals estàndards 2G són:
- GSM (Basat en TDMA), originalment a Europa però es va utilitzar a gairebé tots els països. Més de 60 operadors GSM també estan utilitzant CDMA2000 en la banda de freqüències de MHZ de 450 (CDMA450).[3]
- IS-95 també conegut com a  CDMAOne, (Basat en CDMA, normalment es referia al CDMA als EUA), utilitzat a les Amèriques i parts d'Àsia.
- PDC (Basat en TDMA), utilitzat exclusivament al Japó.
- iDEN (Basat en TDMA), la xarxa propietària utilitzada per Nextel als Estats Units i Telus Mobility al Canadà.
- IS-136 també conegut com a D-AMPS, (basat en TDMA, normalment referit al TDMA als EUA)

Els serveis 2G són freqüentment anomenats Serveis Personals de Comunicacions, (Personal Communications Service o PCS), als Estats Units.
Els serveis 2.5G permeten la transferència de dades d'alta velocitat sobre xarxes existents 2G millorades. Més enllà del 2G, hi ha el 3G, amb velocitats de dades més altes, i fins i tot evolucions més enllà del 3G, com 4G.

## Prestacions
Utilitzant senyalització digital entre els terminals mòbils i les antenes s'incrementa la capacitat de sistema de dues maneres:
- Les dades de veu digitals es poden comprimir i multiplexar molt més eficaçment que les codificacions de veu analògiques, permetent empaquetar més trucades en un mateix amplada de banda.
- Els sistemes digitals estaven dissenyats per emetre menys potència de ràdio des dels terminals. Això significava que la cel·la electroquímica podia ser més petita, i així es podien implementar més cel·les en la mateixa quantitat d'espai. També es van abaratir els costos dels equips relacionats.

Els sistemes digitals van ser adoptats per consumidors per unes quantes raons.
- La menor potència dels senyals de ràdio exigia menys potència a les bateries, així els telèfons mòbils duren molt més temps entre càrregues, i les bateries poden ser més petites.
- La codificació de veu digital permetia la comprovació d'errors i podia augmentar la qualitat i abaixar el nivell de soroll.
- Les emissions de potència més baixes permetien reduir el nivell de preocupació per la salut.
- En ser completament digital va permetre la introducció de dades digitals, com l'SMS i el correu electrònic.
- Va reduir el frau. Amb els sistemes analògics era possible tenir dos o més telèfons "clonats", amb el mateix número.
- Reforç de la intimitat. Un avantatge digital clau sovint no esmentat és que les trucades cel·lulars digitals són molt més difícils de rastrejar per sistemes de radio scanner. Tot i que els algoritmes de seguretat no són tan segurs com inicialment s'havia anunciat, els terminals 2G són immensament més privats que els telèfons 1G, que no tenen cap protecció en contra d'escoltes.

Els desavantatges dels sistemes 2G són:
- En àrees menys populoses, el senyal digital més dèbil pot no ser suficient per arribar a una antena. Això tendeix a ser un problema especialment en sistemes 2G desplegats en freqüències més altes, però no és cap problema en sistemes 2G desplegats en freqüències més baixes. Les regulacions de cada país difereixen en gran manera en com ha de ser desplegat el 2G.
- Els sistemes analògics tenen una corba de caiguda suau, els digitals esglaonats o dentats. Això pot ser tant un avantatge com un desavantatge. En bones condicions, el digital sonarà millor. Sota condicions una mica pitjors, l'analògic quedarà estàtic, mentre el digital té caigudes ocasionals. Si les condicions empitjoren, el digital caurà completament, tirant les trucades o sent inintel·ligible, mentre l'analògic anirà lent, generalment aconseguint completar la trucada i permetent com a mínim sentir unes quantes paraules.
- Mentre les trucades digitals tendeixen a estar lliures d'electricitat estàtica i soroll de fons, l'algoridme de compressió amb pèrdua utilitzat pels còdecs té un peatge, la gamma de so que transmeten es redueix. Se sentirà menys la tonalitat de la veu d'algú parlant d'un telèfon digital, però se sentirà més clarament.